# Došli su u Bagdad
Došli su u Bagdad (izdan 1951.) je špijunski roman Agathe Christie, inspiriran njeizinim putom s njezinim mužem Maxom Mallowanom. To je jedan od rijetkih špijunskih romana Agathe Christie.

## Radnja
Veliki broj osoba. Velika količina dragulja. Ogromne količine novca su nestale. Jedan britanski agent došao je do podatka da je počela izgradnja tajnog oružja. Sve osobe koje su s tim u vezi bile su na sastanku u Bagdadu, a lozinka je bila: "Bijela deva koja nosi tovar žita prolazi prugom."